# Olympische Sommerspiele 1972/Leichtathletik – Diskuswurf (Männer)
Der Diskuswurf der Männer bei den Olympischen Spielen 1972 in München wurde am 1. und 2. September 1972 im Olympiastadion München ausgetragen. 29 Athleten nahmen teil.
Olympiasieger wurde der Tschechoslowake Ludvík Daněk. Die Silbermedaille gewann der US-Amerikaner Jay Silvester, Bronze ging an den Schweden Ricky Bruch.
Drei Athleten aus der Bundesrepublik Deutschland – offiziell Deutschland – gingen an den Start, die alle in der Qualifikation scheiterten: Klaus-Peter Hennig, Hein-Direck Neu und Dirk Wippermann.

Für die DDR starteten Detlef Thorith und Hartmut Losch. Losch schied in der Qualifikation aus, Thorith erreichte das Finale und wurde dort Sechster.

Österreich wurde durch Heimo Reinitzer vertreten, der die Qualifikation nicht überstand.

Athleten aus der Schweiz und Liechtenstein nahmen nicht teil.

## Bestehende Rekorde
| Weltrekord         | 68,40 m | Jay Silvester ( USA) | Reno, USA                      | 18. September 1968 |
| Olympischer Rekord | 64,78 m | Al Oerter ( USA)     | Finale OS Mexiko-Stadt, Mexiko | 15. Oktober 1968   |

Der bestehende olympische Rekord wurde bei diesen Spielen nicht erreicht. Olympiasieger Ludvík Daněk verfehlte ihn mit dem weitesten Wurf der Konkurrenz im Finale um 38 Zentimeter. Damit blieb er genau vier Meter unter dem Weltrekord.

## Durchführung des Wettbewerbs
Die Athleten traten am 1. September in zwei Gruppen zu einer Qualifikationsrunde an. Vierzehn von ihnen – hellblau unterlegt – übertrafen die direkte Finalqualifikationsweite von 59,00 m. Damit war die Mindestanzahl von zwölf Finalteilnehmern übertroffen.
Im Finale am 2. September hatte jeder Athlet zunächst drei Versuche. Den besten acht Teilnehmern standen anschließend weitere drei Würfe zur Verfügung.

## Zeitplan
1. September, 10:00 Uhr: Qualifikation

2. September, 16:00 Uhr: Finale

## Qualifikation
Datum: 1. September 1972, ab 10:00 Uhr

### Gruppe A
| Platz | Name                 | Nation         | 1. Versuch | 2. Versuch | 3. Versuch | Weite   |
| ----- | -------------------- | -------------- | ---------- | ---------- | ---------- | ------- |
| 1     | Pentti Kahma         | Finnland       | 58,50 m    | 61,24 m    | –          | 61,24 m |
| 2     | Ricky Bruch          | Schweden       | 61,24 m    | –          | –          | 61,24 m |
| 3     | Jay Silvester        | USA            | 58,98 m    | 61,20 m    | –          | 61,20 m |
| 4     | Ferenc Tégla         | Ungarn         | 60,60 m    | –          | –          | 60,60 m |
| 5     | Tim Vollmer          | USA            | 59,60 m    | –          | –          | 59,60 m |
| 6     | Namakoro Niaré       | Mali           | 59,38 m    | –          | –          | 59,38 m |
| 7     | Detlef Thorith       | DDR            | 59,36 m    | –          | –          | 59,36 m |
| 8     | Les Mills            | Neuseeland     | 59,22 m    | –          | –          | 59,22 m |
| 9     | Klaus-Peter Hennig   | BR Deutschland | 55,32 m    | x          | 58,64 m    | 58,64 m |
| 10    | Hein-Direck Neu      | BR Deutschland | 56,36 m    | 58,10 m    | x          | 58,10 m |
| 11    | Ain Roost            | Kanada         | 56,58 m    | 55,48 m    | x          | 56,58 m |
| 12    | John Watts           | Großbritannien | 53,48 m    | x          | 53,86 m    | 53,86 m |
| 13    | Kaj Andersen         | Dänemark       | x          | 51,60 m    | 53,52 m    | 53,52 m |
| 14    | Said Farouk Al-Turki | Saudi-Arabien  | x          | 33,78 m    | x          | 33,78 m |
| DNS   | Stojan Slawkow       | Bulgarien      |            |            |            |         |

### Gruppe B

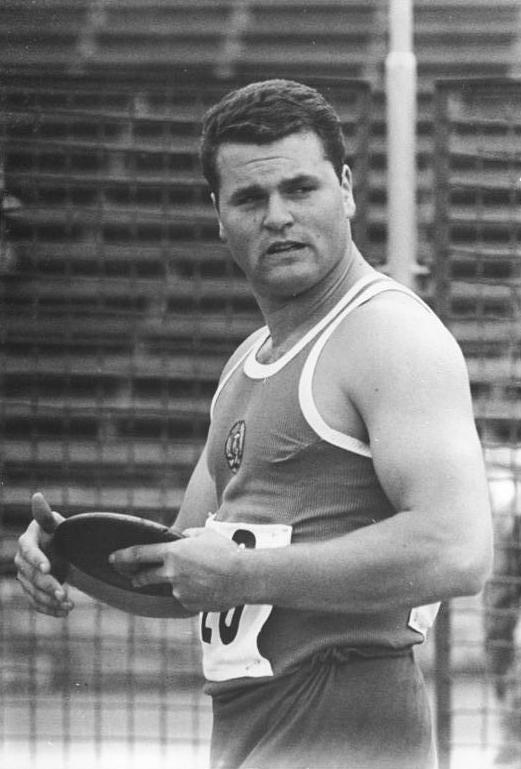
Hartmut Losch – ausgeschieden mit 56,54 m
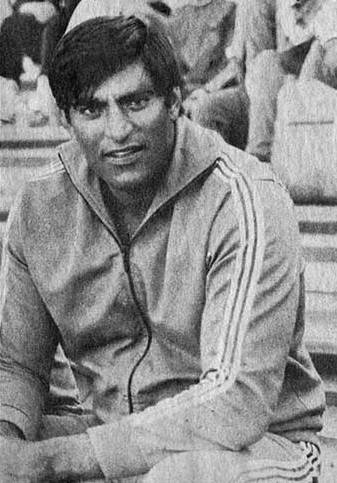
Praveen Kumar – ausgeschieden mit 53,12 m

| Platz | Name                  | Nation              | 1. Versuch | 2. Versuch | 3. Versuch | Weite   |
| ----- | --------------------- | ------------------- | ---------- | ---------- | ---------- | ------- |
| 1     | Ludvík Daněk          | Tschechoslowakei    | 64,32 m    | –          | –          | 64,32 m |
| 2     | Jorma Rinne           | Finnland            | 62,02 m    | –          | –          | 62,02 m |
| 3     | Géza Fejér            | Ungarn              | 61,58 m    | –          | –          | 61,58 m |
| 4     | János Murányi         | Ungarn              | 54,42 m    | 60,34 m    | –          | 60,34 m |
| 5     | Silvano Simeon        | Italien             | 58,38 m    | 59,78 m    | –          | 59,78 m |
| 6     | John Powell           | USA                 | 54,94 m    | 59,30 m    | –          | 59,30 m |
| 7     | Dirk Wippermann       | BR Deutschland      | 56,42 m    | 58,10 m    | 57,96 m    | 58,10 m |
| 8     | Zdravko Pečar         | Jugoslawien         | x          | 57,84 m    | 53,52 m    | 57,84 m |
| 9     | Bill Tancred          | Großbritannien      | x          | 55,86 m    | 57,24 m    | 57,24 m |
| 10    | Robin Tait            | Neuseeland          | 56,60 m    | 55,88 m    | x          | 56,60 m |
| 11    | Hartmut Losch         | DDR                 | 56,54 m    | x          | 56,28 m    | 56,54 m |
| 12    | Erlendur Valdimarsson | Island              | 55,38 m    | 55,16 m    | 53,26 m    | 55,38 m |
| 13    | Praveen Kumar         | Indien              | 52,58 m    | 53,12 m    | 51,58 m    | 53,12 m |
| 14    | Heimo Reinitzer       | Österreich          | x          | 52,32 m    | 52,56 m    | 52,56 m |
| DNS   | Youssef Nagui Assaad  | Ägypten             |            |            |            |         |
| DNS   | Julio Bequer          | Kuba                |            |            |            |         |
| DNS   | Noel Matouba          | Volksrepublik Kongo |            |            |            |         |

## Finale
Datum: 2. September 1972, 16:00 Uhr
| Platz | Name           | Nation           | 1. Versuch | 2. Versuch | 3. Versuch | 4. Versuch                             | 5. Versuch                             | 6. Versuch                             | Endresultat |
| ----- | -------------- | ---------------- | ---------- | ---------- | ---------- | -------------------------------------- | -------------------------------------- | -------------------------------------- | ----------- |
| 1     | Ludvík Daněk   | Tschechoslowakei | 58,12 m    | 60,38 m    | 62,38 m    | 62,54 m                                | 61,70 m                                | 64,40 m                                | 64,40 m     |
| 2     | Jay Silvester  | USA              | 62,12 m    | x          | 63,50 m    | x                                      | x                                      | 62,86 m                                | 63,50 m     |
| 3     | Ricky Bruch    | Schweden         | 59,12 m    | x          | 61,52 m    | 62,76 m                                | 63,40 m                                | 62,60 m                                | 63,40 m     |
| 4     | John Powell    | USA              | 61,92 m    | 62,82 m    | 60,44 m    | x                                      | 61,38 m                                | x                                      | 62,82 m     |
| 5     | Géza Fejér     | Ungarn           | 62,50 m    | 62,56 m    | x          | x                                      | 61,50 m                                | 62,62 m                                | 62,62 m     |
| 6     | Detlef Thorith | DDR              | 61,74 m    | 62,42 m    | 61,06 m    | x                                      | 59,88 m                                | x                                      | 62,42 m     |
| 7     | Ferenc Tégla   | Ungarn           | 58,38 m    | 59,66 m    | 57,40 m    | x                                      | 58,16 m                                | 60,60 m                                | 60,60 m     |
| 8     | Tim Vollmer    | USA              | 59,26 m    | 60,24 m    | x          | x                                      | x                                      | 58,54 m                                | 60,24 m     |
|       |                |                  |            |            |            |                                        |                                        |                                        |             |
| 9     | Pentti Kahma   | Finnland         | 57,20 m    | 58,92 m    | 59,66 m    | nicht im Finale der besten acht Werfer | nicht im Finale der besten acht Werfer | nicht im Finale der besten acht Werfer | 59,66 m     |
| 10    | Silvano Simeon | Italien          | 58,80 m    | 59,34 m    | 58,36 m    | nicht im Finale der besten acht Werfer | nicht im Finale der besten acht Werfer | nicht im Finale der besten acht Werfer | 59,34 m     |
| 11    | Jorma Rinne    | Finnland         | 57,30 m    | 56,88 m    | 59,22 m    | nicht im Finale der besten acht Werfer | nicht im Finale der besten acht Werfer | nicht im Finale der besten acht Werfer | 59,22 m     |
| 12    | János Murányi  | Ungarn           | 57,92 m    | 57,16 m    | x          | nicht im Finale der besten acht Werfer | nicht im Finale der besten acht Werfer | nicht im Finale der besten acht Werfer | 57,92 m     |
| 13    | Namakoro Niaré | Mali             | 56,48 m    | 55,10 m    | x          | nicht im Finale der besten acht Werfer | nicht im Finale der besten acht Werfer | nicht im Finale der besten acht Werfer | 56,48 m     |
| 14    | Les Mills      | Neuseeland       | x          | 54,48 m    | 55,86 m    | nicht im Finale der besten acht Werfer | nicht im Finale der besten acht Werfer | nicht im Finale der besten acht Werfer | 55,86 m     |

Es wurde ein Dreikampf um die Medaillen zwischen dem Tschechoslowaken Ludvík Daněk, Europameister von 1971, dem US-Athleten Jay Silvester und dem Schweden Ricky Bruch erwartet.
Der Ungar Géza Fejér ging im ersten Versuch mit 62,50 m in Führung, wurde jedoch in der zweiten Runde vom US-Werfer John Powell überholt. dem 62,82 m gelangen. Im dritten Durchgang übernahm Silvester mit 63,50 m die Führung, hinter ihm lagen nun Powell, Fejér, DDR-Werfer Detlef Thorith und Daněk. Im vierten Durchgang arbeitete sich Bruch mit 62,76 m auf den dritten Rang hinter Powell vor und konnte sich in Runde fünf mit seinem besten Wurf von 63,40 m auf Platz zwei hinter Silvester verbessern. Auf den weiteren Plätzen folgten Powell, Fejér und Daněk.
Im letzten Versuch gelang Ludvík Daněk seine Bestweite. Er warf den Diskus auf 64,40 m und sicherte sich damit den Olympiasieg, nachdem er 1968 Bronze und 1964 Silber gewonnen hatte – Olympiasieger wurde damals jeweils der US-Amerikaner Al Oerter, Rekordolympiasieger mit vier Goldmedaillen. Oerters olympischer Rekord blieb bestehen, Ludvík Daněk verfehlte diese Weite um genau 38 Zentimeter.
Ludvík Daněk wurde der erste tschechoslowakische Olympiasieger im Diskuswurf.

Ricky Bruch gelang der erste schwedische Medaillengewinn in dieser Disziplin.

In bislang allen siebzehn olympischen Finals hatte es mindestens eine US-Medaille gegeben, so auch hier. Silvester gewann von 51 Medaillen, die bislang in dieser Disziplin insgesamt vergeben wurden, die 31. Medaille für die USA.

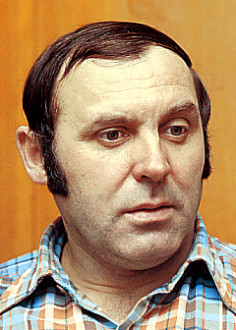
Goldmedaillengewinner Ludvík Daněk
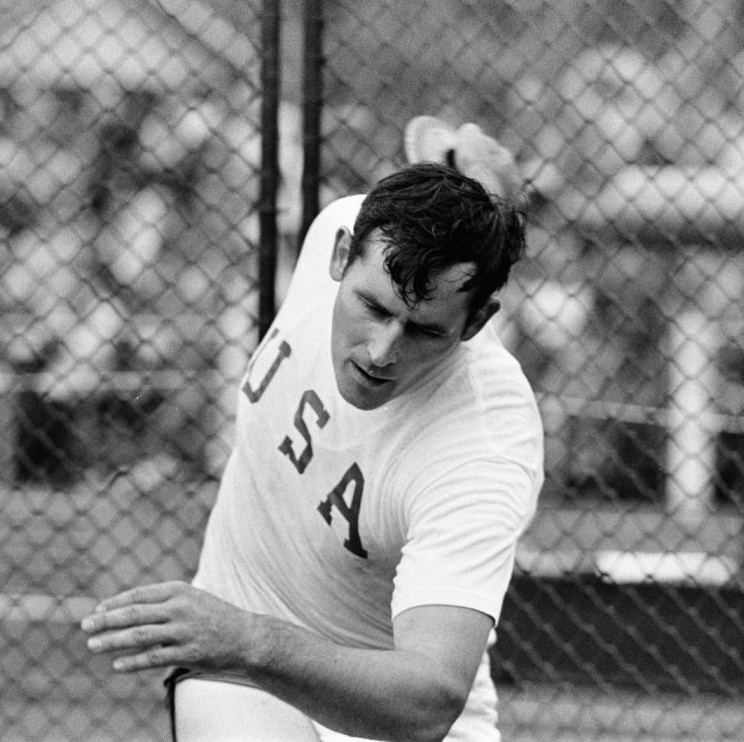
Jay Silvester, Gewinner der Silbermedaille

## Videolinks
- XX Olympic Games Highlights, Bereich 1:45 min 1:51 min bis youtube.com, abgerufen 2. Oktober 2021
- Jay Silvester (USA) Discus 63.50 meters at the 1972 Olympics Munich, youtube.com, abgerufen 2. Oktober 2021
- 1972 Ricky Bruch (Sweden) Discus Olympics Munich, youtube.com, abgerufen 2. Oktober 2021
- John Powell Discus Throw 1972 Olympics 4th place, youtube.com, abgerufen 2. Oktober 2021
- Norbert Thiede (DDR) Discus 62.40 meters 1972, youtube.com, abgerufen 2. Oktober 2021